# Andrzej Chyra
Andrzej Chyra   (Gryfów Śląski, 27 d'agost de 1964) és un actor i director de teatre polonès. És membre de la Polska Akademia Filmowa i de l'Acadèmia de Cinema Europeu. El 2006 va rebre el premi de l'Acadèmia polonesa al millor actor per la seva interpretació a la pel·lícula dramàtica de Feliks Falk Komornik.

## Trajectòria
Després d'acabar l'institut, l'any 1987 es va graduar a l'Acadèmia d'Art Dramàtic de Varsòvia. L'any 1994 es va llicenciar en direcció a la mateixa universitat.
Va debutar al cinema l'any 1993, amb el paper de Benvoll a la pel·lícula Kolejnosc uczuc dirigida per Radosław Piwowarski. El paper més important fins ara que li va proporcionar el reconeixement professional va ser el de Gerard Nowak a la pel·lícula de 1999 Dług de Krzysztof Krauze, per la qual va ser guardonat amb el premi al millor actor al Festival de Cinema Polonès de Gdynia. L'èxit va continuar l'any 2005 quan va rebre el premi de l'Acadèmia polonesa al millor actor pel seu paper a Komornik. El 2007, va protagonitzar la pel·lícula de drama històric Katyń d'Andrzej Wajda nominada a l'Oscar. Més endavant va ser nominat als premis del cinema polonès pels seus papers a les pel·lícules Wszyscy jesteśmy Chrystusami (2006), Śniegu już nigdy nie będzie (2021) i Wszystkie nasze strachy (2021).
El 2015 va rebre el premi Konrad Swinarski per la direcció de l'òpera Czarodziejska góra, de Paweł Mykietyn, basada en la novel·la La muntanya màgica de Thomas Mann. El 2019, va rebre el premi Zbigniew Cybulski a la seva trajectòria.

## Direcció teatral
- Z dziejów alkoholizmu w Polsce, Stara Prochownia Theatre, Varsòvia (1994)
- Przegryźć dżdżownicę, Piętro Theatre, Poznań (1997)
- Kochanek, Centrum Kultury Theatre (1998)
- Gracze, Opera Bałtycka, Gdańsk (2013)
- Carmen, Gran Teatre de Varsòvia (2018)